# Ipfwadm
Ipfwadm ist ein Userspace-Programm zur Konfiguration des Firewall-Systems im Linux-Kernel 2.0. Es wurde auf Basis des alten Systems, welches ab Kernel 1.0 existierte und damals vom BSD-System (Ipfw) abstammte, weiterentwickelt.